# Pilotprojekt afrozentrische Schule
In Kanada wurde im September 2009 in einem Pilotprojekt die erste afrozentrische öffentliche Schule gegründet. Die Gründung war von einer hitzigen öffentlichen Debatte und großer Aufmerksamkeit der Medien begleitet.

## Situation der afrokanadischen Schüler
Afrokanadische Schüler haben schlechtere Bildungschancen als ihre weißen Altersgenossen. So verlassen etwa in Toronto 40 Prozent der afrokanadischen Jugendlichen die Schule ohne Abschluss. Afrozentrische Schulen werden von ihren Befürwortern als Ausweg aus diesem Dilemma gesehen. Sie sollen nach deren Meinung beim Kampf gegen hohe Abbrecherraten, niedrige Leistungen, geringe Schülermotivation, mangelnden Respekt gegenüber Autoritäten und fehlendes Gemeinschaftsbewusstsein helfen.

## Besonderheiten
An der afrozentrischen Schule wird neben der europäischen Geschichte auch die afrikanische Geschichte unterrichtet werden. Auch die Mathematik wird aus afrozentrischer Perspektive betrachtet werden. In Geometrie zum Beispiel ist die Beschäftigung mit afrikanischen Textilmustern vorgesehen.

## Reaktionen
Die Eröffnung einer öffentlichen afrozentrischen Schule war sehr umstritten. Vorwürfe der Segregation wurden laut. Andererseits hat die Schule aber auch viele Befürworter und ist unter schwarzen Eltern so beliebt, dass eine Warteliste eingerichtet werden musste.